# 成山路駅
成山路駅（せいざんろえき）は中華人民共和国上海市浦東新区に位置する8号線と13号線の駅である。

## 歴史
- 2009年7月5日 - 8号線の駅として開業。
- 2018年12月30日 - 13号線の開業により、乗り換え駅となる[1]。

## 駅構造
両線共に島式ホーム1面2線の地下駅。

### のりば
| 番線                    | 路線     | 行先                 |
| ----------------------- | -------- | -------------------- |
| 8号線ホーム（地下2階）  |          |                      |
| 1                       | ■ 8号線  | 人民広場・市光路方面 |
| 2                       | ■ 8号線  | 瀋杜公路方面         |
| 13号線ホーム（地下3階） |          |                      |
| 3                       | ■ 13号線 | 金運路方面           |
| 4                       | ■ 13号線 | 張江路方面           |

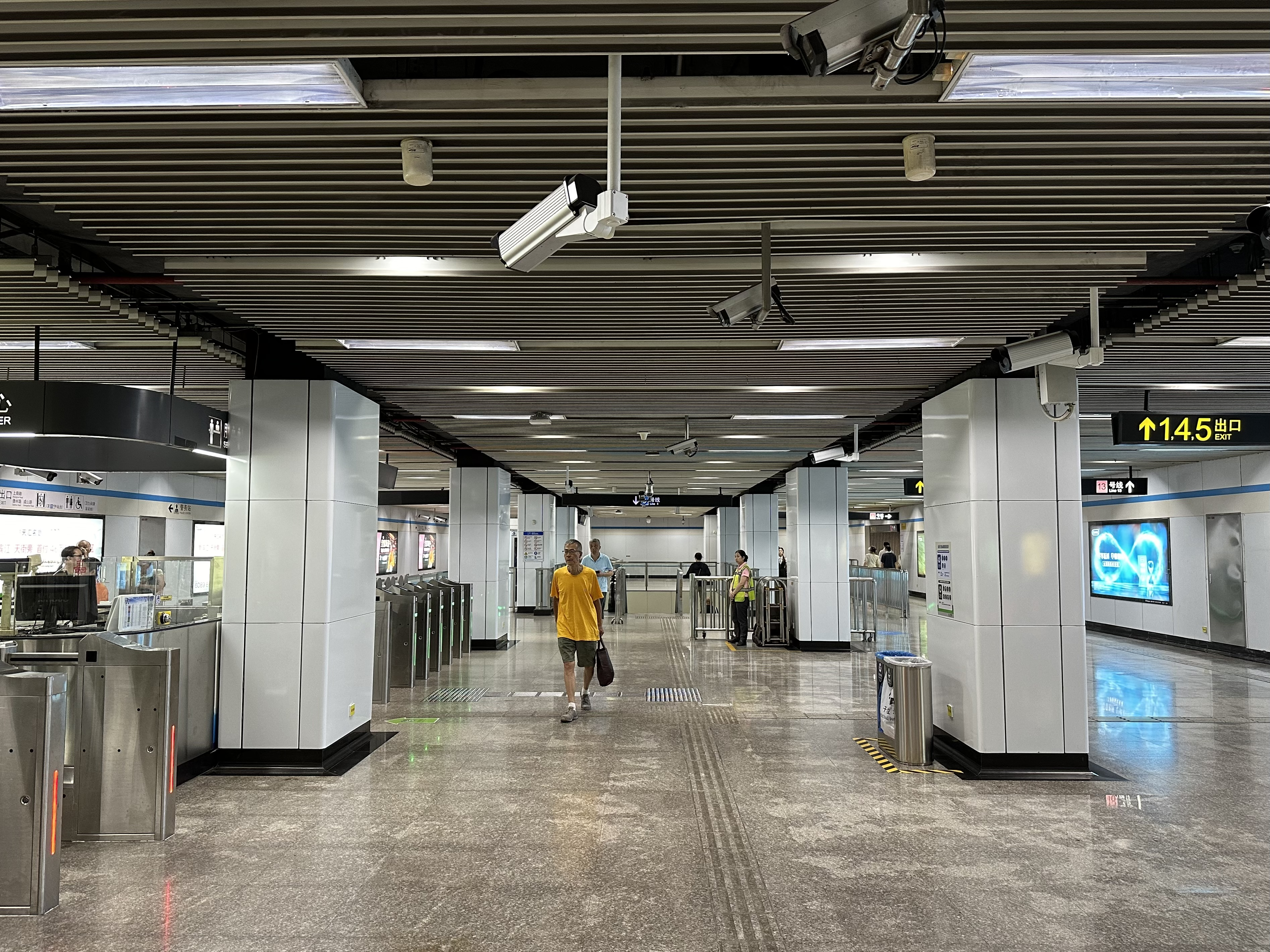
8号線コンコース
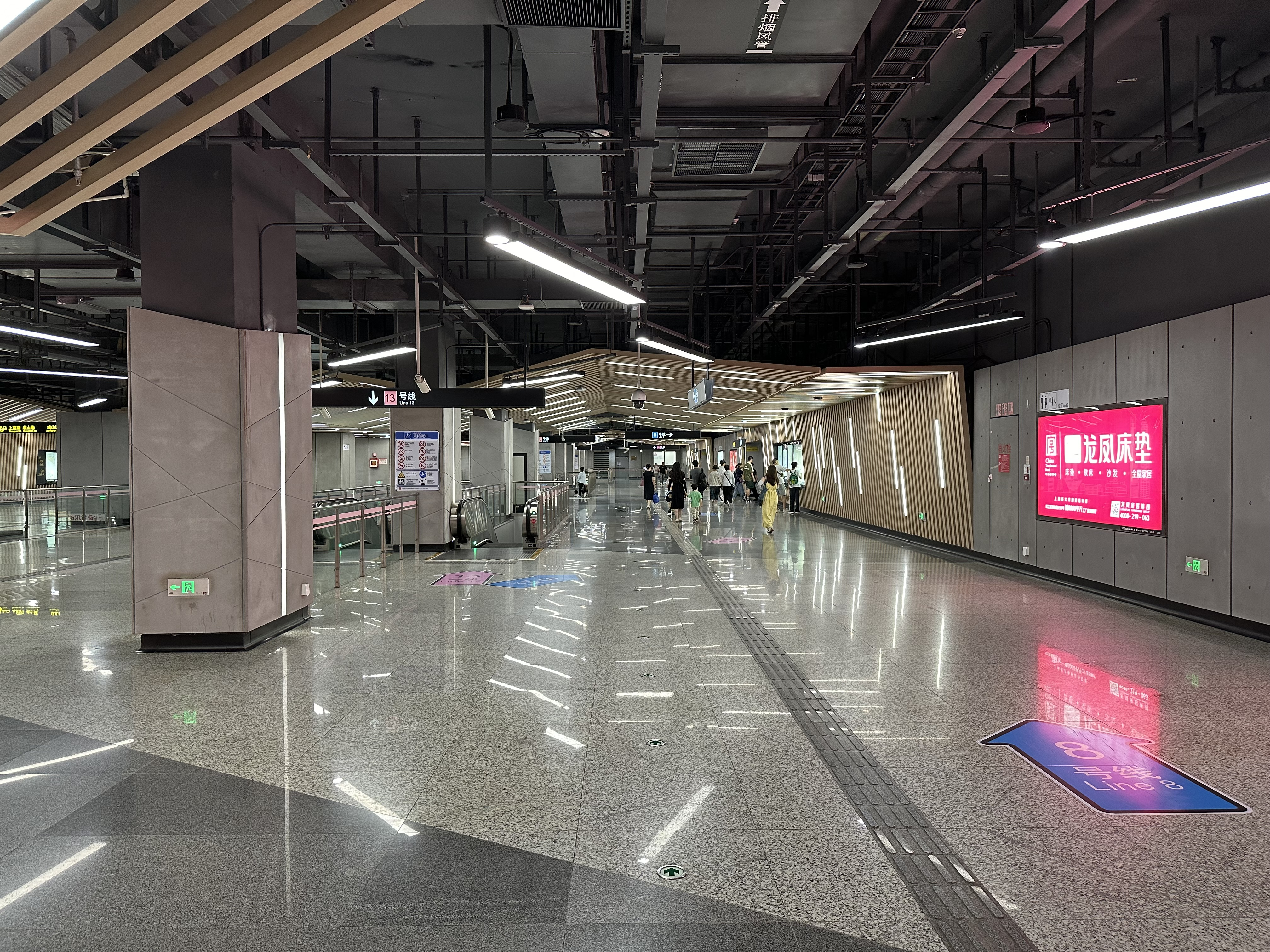
13号線コンコース
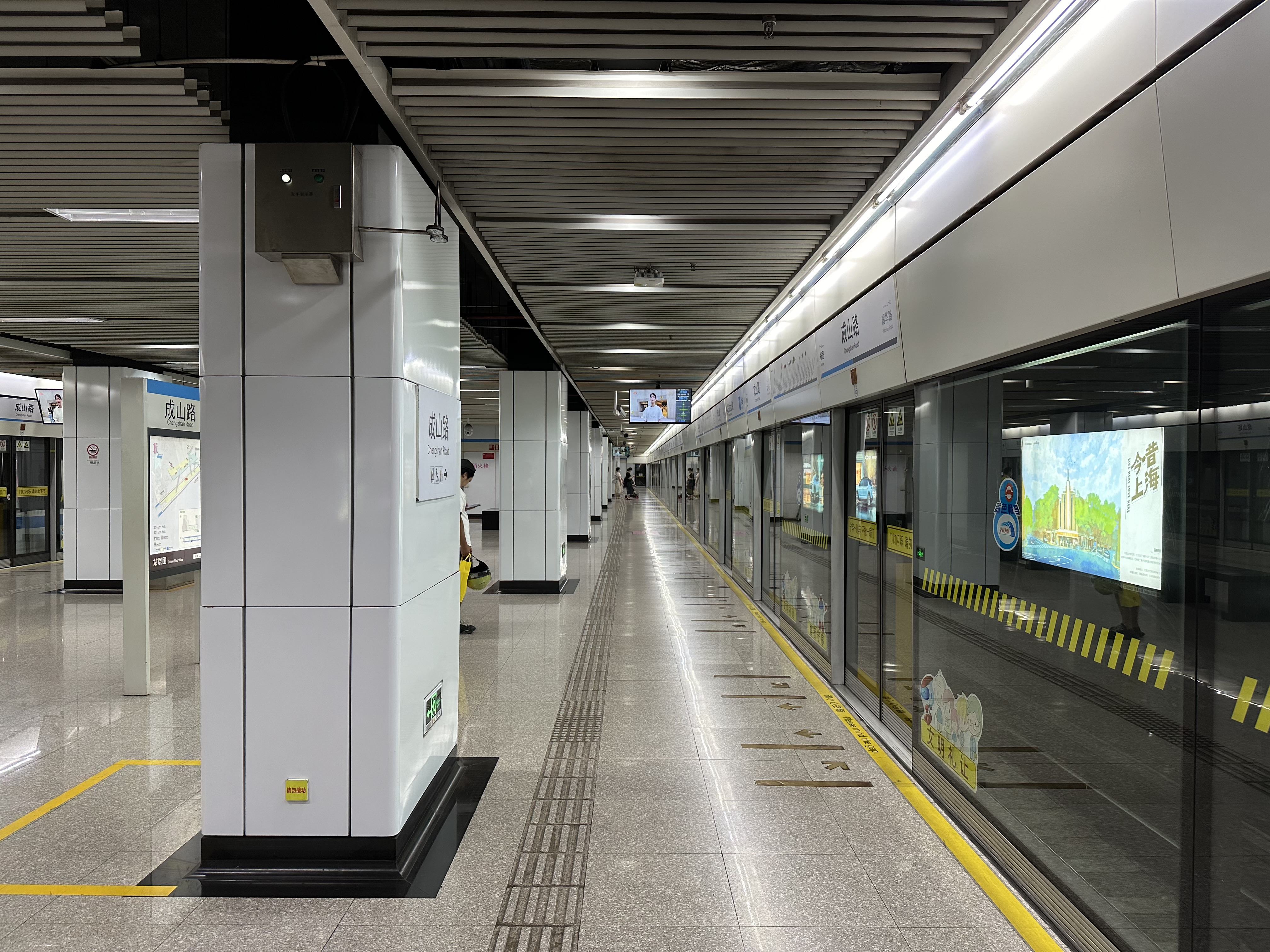
8号線ホーム
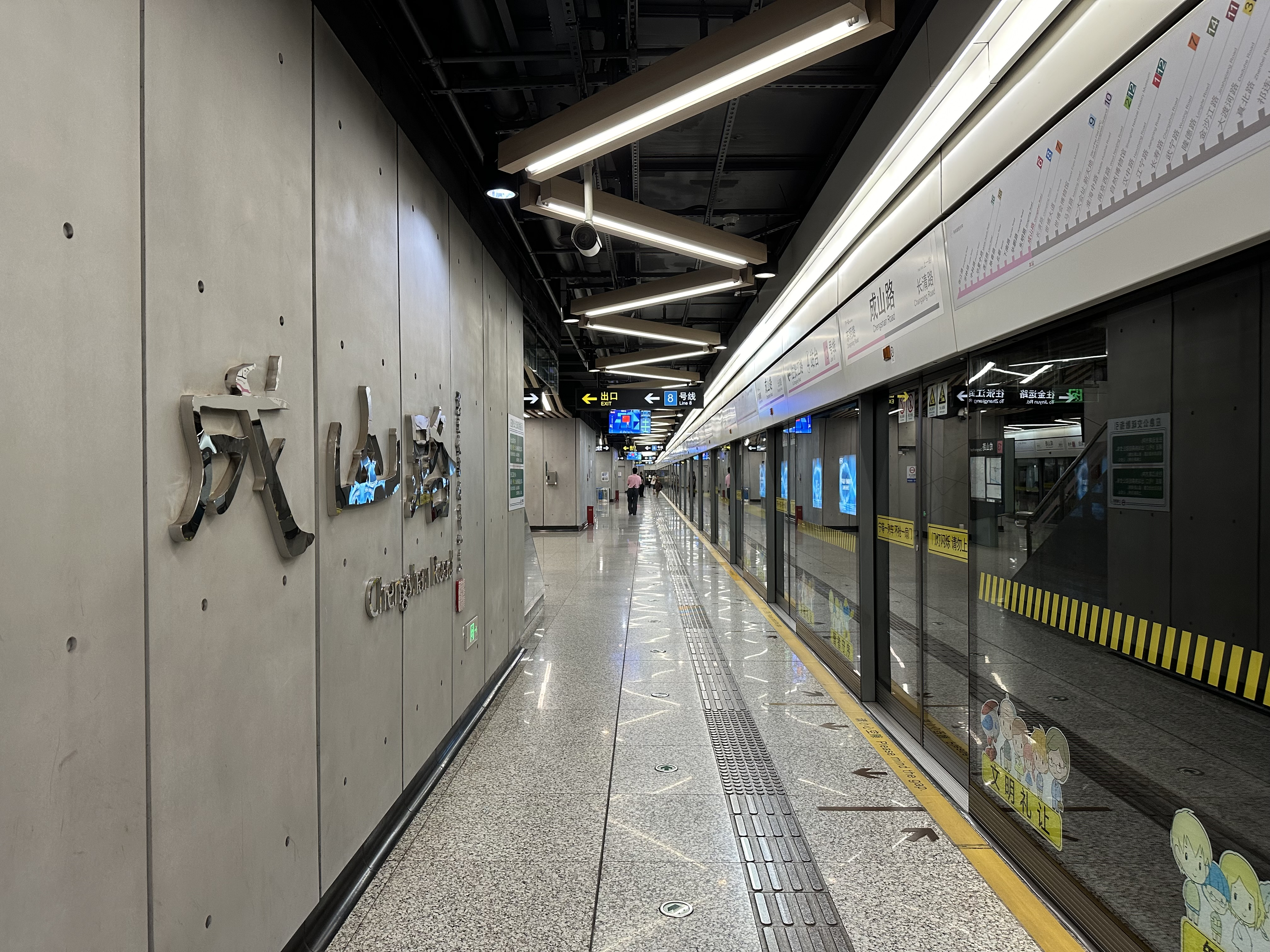
13号線ホーム

## 隣の駅
上海地下鉄
■ 8号線
耀華路駅 - 成山路駅 - 楊思駅
■ 13号線
長清路駅 - 成山路駅 - 東明路駅